# Mbéré Valley Nationalpark
Mbéré Valley Nationalpark er en nationalpark i det østlige centrale Cameroun.

## Beliggenhed
Parken ligger i Mbéré-departementet i Adamawa-regionen. De vestlige og nordlige grænser dannes af floden Koudini. Fra Bassara over Mbéré til Ngou løber parkens østgrænse. Det sydligste punkt i øst er Lanchrenonvandfaldet. Sydgrænsen går fra Bafouri via Borgou til grænsen til Mbéré-distriktet. Derfra løber vestgrænsen tilbage til Koudini.

## Historie
Parken blev etableret med et dekret den 4. februar 2004 med følgende mål:
- Beskyttelse af vandreserverne i det sydlige Cameroun og bevarelse af de maleriske landskaber i Mbéré-dalen.
- Sikring af Mbéré-flodens kontinuitet og flow.
- Fremme udviklingen af økoturisme for at forbedre lokalbefolkningens levevilkår
- Sikring af levesteder for arter som flodheste, afrikanske bøfler og bjergrørbuk.[2]

Byggearbejder i parken kræver en officiel godkendelse efter en vurdering af virkningerne på miljøet. En udviklingsplan bør regulere lokalbefolkningens rettigheder. Planen definerer en bufferzone for parken samt ledsagende foranstaltninger til at fremme socioøkonomiske aktiviteter for beboerne. Ministeriet for Vilde Dyr oprettede også et administrationskontor i parken.

## Flora og fauna

### Flora
Parkens område er en blanding af skovklædt savanne og i de højereliggende områder galleriskov. Vegetationen er stærkt påvirket af træarten Uapaca togoensis.

### Dyreliv
Foruden den stærkt truede vestlige bjergrørbuk (Redunca fulvorufula adamauae) finder man anubisbavianen (Papio anubis), sitatungaen, Defassa-vandbukken (Kobus ellipsiprymnus defassa) og skriftantilope (Tragelaphus scriptus). Fra tid til anden passerer kob- (Kobus kob) og hesteantiloper (Hippotragus equinus) gennem parken.